# Lepidocyrtus fimetarius
Lepidocyrtus fimetarius is een springstaartensoort uit de familie van de Entomobryidae. De wetenschappelijke naam van de soort is voor het eerst geldig gepubliceerd in 1964 door Gisin.